# 무라오족
무라오족(仫佬族, Mùlǎozú, 무로족)은 중국 소수민족 중의 하나로 중국 정부에 의해 공인된 56개의 소수민족 중 31번째로 많은 민족이다. 그들 스스로는 ‘무람’, ‘무’라는 이름으로 호칭한다. 둥족도 마오족을 이렇게 부르는데, 이것은 두 민족이 서로 관련이 깊다는 것을 알려준다. 광시성의 많은 무람들이 광시성 허치의 뤄청 무라오족 자치현에 살고 있다.

## 역사
무람은 진나라 때 이 지역에 거주했던 고대 링족과 랴오족의 자손이라고 생각되어 왔다. 원나라 때 무람은 소수 특권계급 중심의 사회를 이루었고, 황제에게 1년에 두 번의 공물을 바쳤다.
청나라 때는 영토의 행정구역이 분할되어 고초를 겪었다. 그들의 영토는 ‘동’으로 분할되었고, 각 동은 10호의 단위로 구성됨과 동시에 치안을 유지하고 세금을 걷는 동장이 존재하였다. 보통 각동은 씨족단위로 구성되었다.

## 언어
무람은 따이까다이어족의 하나인 무람어를 말한다. 무람어는 둥족의 언어과 같이 유성파열음이 존재하지 않으며, 유무성 비음과 측면음을 포함하고 있다. 모음은 7개로 구성되어 있다. 10개의 높이를 가진 고저 언어이며, 무람어의 65%^ 어휘는 티베트어와 둥어와 공유되어 있다. 명나라 이후로 무람어를 읽고 쓰는 데 한자가 사용되기 시작하였다. 무람의 대다수가 중국어와 티베트어 그리고 둥어를 말할 줄 안다.

## 문화
전통적으로 무람들의 결혼은 부모가 주선하며, 새신랑과 새신부는 아들이 태어날 때까지 함께 살지 않는다. 이들의 주거양식은 진흙으로 벽돌을 만들어 사용하며, 세 개의 방으로 구성되어 있다. 동물은 주거지에서 멀리 키운다. 남자의 전통의상은 큰 단추가 달린 저고리와 넓은 바지와 샌들을 신는다. 독신녀는 결혼할 때까지 두 갈래로 머리를 땋는다.

## 종교
지금은 종교가 큰 역할을 하지 않을지라도, 전통적으로 무라오족은 보통 애니미즘을 신봉해 왔다. 매달 다양한 축제를 열었고, 가장 중요한 축제 중의 하나는 동물을 잡아 제물로 바치는 이탄이라고 하는 축제였다.

## 같이 보기
- 중국의 민족